# Carrera de trineo en hielo
La carrera de trineo en hielo es un deporte derivado del patinaje de velocidad sobre hielo, practicado por personas con discapacidad física. Está regulado por el Comité Paralímpico Internacional. Formó parte del programa paralímpico entre 1980 y 1998.